# Rissoina funiculata
Rissoina funiculata is een slakkensoort uit de familie van de Rissoidae. De wetenschappelijke naam van de soort is voor het eerst geldig gepubliceerd in 1866 door Souverbie.